# Pfarrkirche Achau

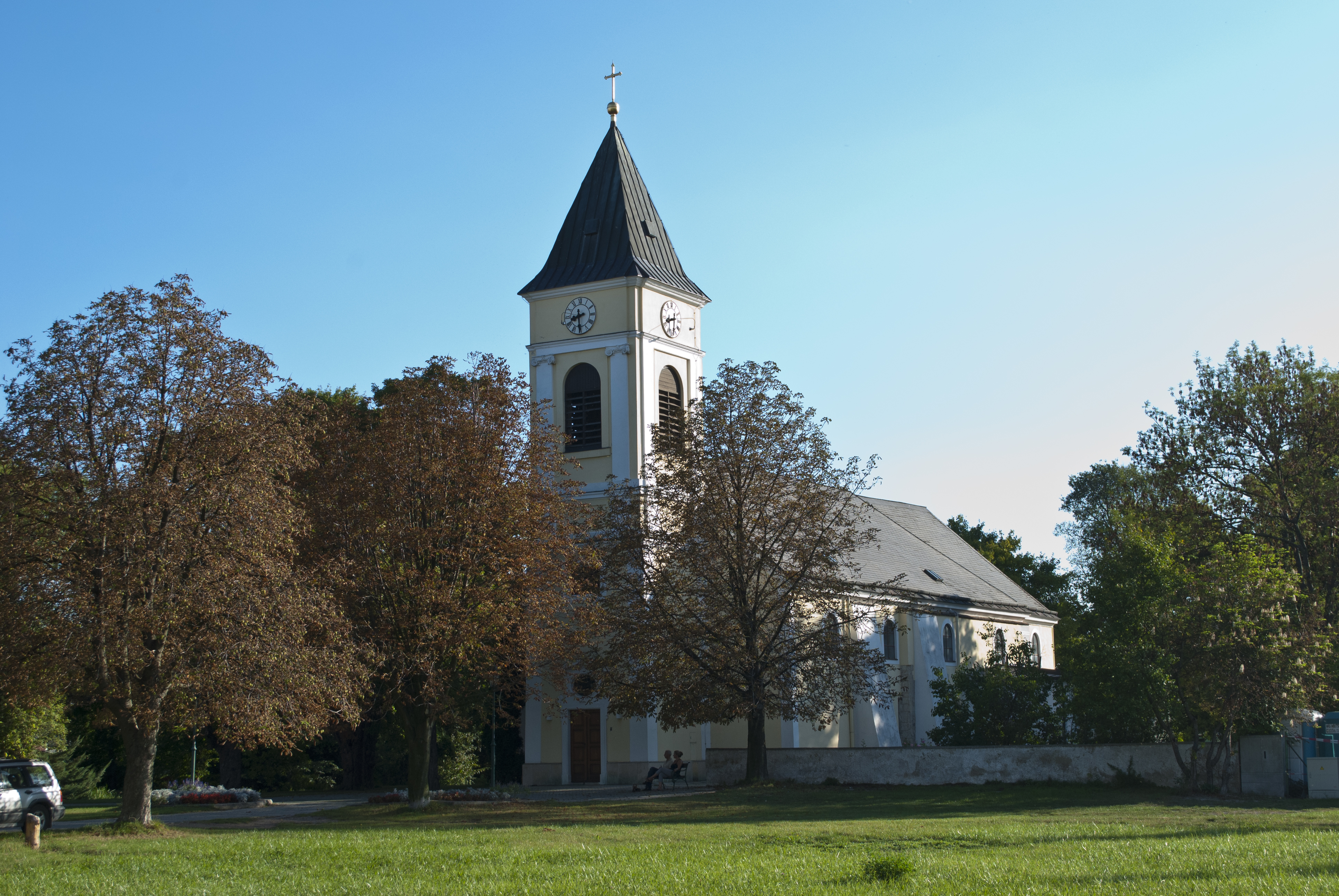
Pfarrkirche hl. Laurentius in Achau

Die römisch-katholische Pfarrkirche Achau steht in der Gemeinde Achau im Bezirk Mödling in Niederösterreich. Sie ist dem heiligen Laurentius geweiht und gehört zum Dekanat Mödling im Vikariat Unter dem Wienerwald der Erzdiözese Wien. Das Bauwerk steht unter Denkmalschutz.

## Geschichte
Der Ort wird in einer Urkunde im Jahr 1170 erstmals als im Eigentum der Herren von Achau, Ministerialen der Babenberger, erwähnt. Die Pfarrkirche wurde im 12. Jahrhundert als Patronatskirche der Babenberger gegründet. Es folgten dann verschiedene Besitzerfamilien der Herrschaft Achau, wie der Haiden und der Moser von Ebreichsdorf.
1421 wird mit Johann Simphonista erstmals ein Pfarrer namentlich genannt.
Von 1312 bis 1529 war Achau eine eigene Pfarre, danach eine Filiale von Biedermannsdorf. 1783 wurde die Pfarre – im Zuge der Reformen von Joseph II. – wieder eigenständig.

## Heutige Kirche
Die romanische Kirche wurde 1529 großteils zerstört. In der heutigen Kirche ist ein romanischer Kern erhalten. 1660 wurde das Presbyterium mit einem 5/8-Schluss angebaut und die Kirche um eine Sakristei erweitert. Der Westturm wurde 1738 neu erbaut und mit einem barocken Turmhelm versehen, nach 1945 erhielt er ein Zeltdach. 1968, 1983 und 2001–2003 waren die letzten Restaurierungen.

## Ausstattung
Die Einrichtung und die Altäre stammen großteils aus dem 20. Jahrhundert.
Ein Epitaph des Ritters Haiden zu Guntramsdorf von 1528 und Gedenktafeln von 1770 und 1823 der Familie Moser befinden sich im Langhaus. Die Orgel aus 1913 mit 8 Registern stammt von Josef Ullmann.